# Bactrocera costalis
Bactrocera costalis är en tvåvingeart som först beskrevs av Tokuichi Shiraki 1933.  Bactrocera costalis ingår i släktet Bactrocera och familjen borrflugor.
Artens utbredningsområde är Taiwan. Inga underarter finns listade.